# 雷德斯通 (科羅拉多州)
雷德斯通（英語：Redstone）是位於美國科羅拉多州皮特金縣的一個人口普查指定地區。

## 地理
雷德斯通的座標為39°10′50″N 106°14′22″W / 39.18056°N 106.23944°W，而該地最高點為海拔高度2195米（即7200英尺）。

## 人口
根據2010年美國人口普查的數據，雷德斯通的面積為1.14平方千米，均為陸地。當地共有人口130人，而人口密度為每平方千米114人。